# Alona rustica
Alona rustica är en kräftdjursart som beskrevs av Scott 1895. Alona rustica ingår i släktet Alona och familjen Chydoridae.

## Underarter
Arten delas in i följande underarter:
- A. r. rustica
- A. r. americana